# Obusier de montagne M1841

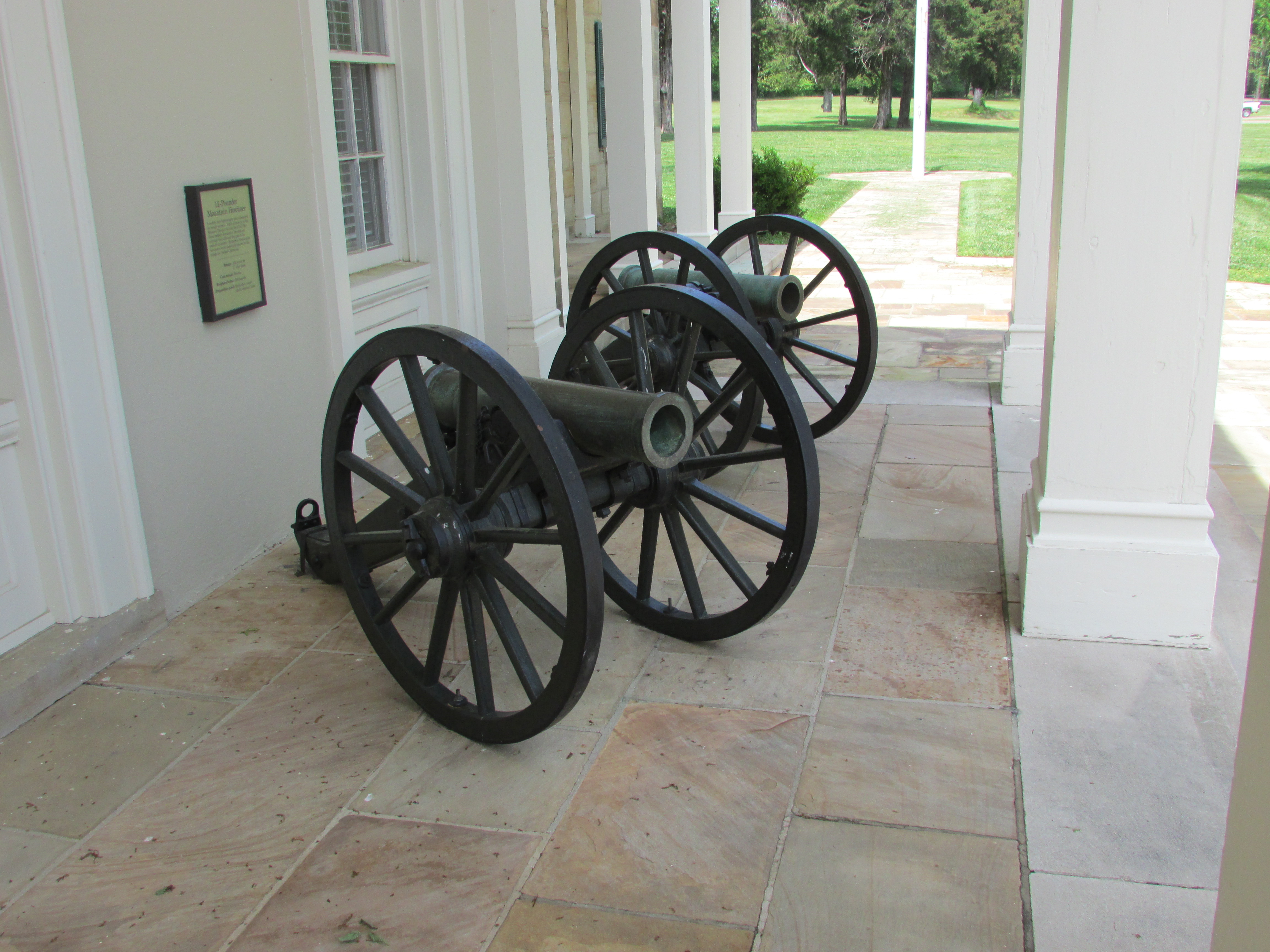
Obusiers de montagne M1841 exposés sur le champ de bataille de Chickamauga.

L'obusier de montagne M1841 est une pièce d'artillerie de montagne utilisée par la United States Army dans le milieu du XIXe siècle, de 1837 jusqu'aux années 1870. Il fut utilisé durant la guerre américano-mexicaine, la guerre de Sécession et les guerres indiennes.
Il s'agit d'un obusier de 12 livres à canon lisse en bronze capable d'envoyer ses projectiles jusqu'à une distance d'environ 800 m, bien que les distances usuelles étaient généralement comprises entre 200 et 500 m.
Conçu pour être facilement transportable, son poids était d'environ 125 kg et il pouvait être séparé en trois parties — le tube, le chariot et les munitions —, chacune pouvant être transportée par une bête de somme ce qui le rendait adapté aux terrains difficiles d'accès, notamment dans l'Ouest des États-Unis.